# Шонга (приток Юга)
Шонга — река в России, протекает в Никольском и Кичменгско-Городецком районах Вологодской области. Устье реки находится в 252 км по левому берегу реки Юг. Длина реки составляет 71 км, площадь бассейна — 302 км².
Исток реки находится на Северных Увалах в болоте Шонгское в Никольском районе в 10 км к северу от деревни Аргуново. Генеральное направление течения — восток, русло сильно извилистое. Вскоре после истока перетекает в Кичменгско-Городецкий район. В верхнем и среднем течении течёт по ненаселённому холмистому лесному массиву, в нижнем течении протекает крупное село Шонга и близлежащие деревни Ташериха, Тереховица, Матасово, Слуда, Волково, Онохово, Падерино.
Притоки — Беломойка, Рученица (правые); Большая Хвостонка, Малая Ивовица, Ягрыш, Кириловка, Бобровица, Чёрный, Сализер (левые). Ширина реки в нижнем течении составляет около 40 метров, скорость течения 0,3 м/с. Впадает в Юг в 7 км к юго-западу от центра села Кичменгский Городок у деревни Падерино.

## Данные водного реестра
По данным государственного водного реестра России и геоинформационной системы водохозяйственного районирования территории РФ, подготовленной Федеральным агентством водных ресурсов:
- Бассейновый округ — Двинско-Печорский;
- Речной бассейн — Северная Двина;
- Речной подбассейн — Малая Северная Двина;
- Водохозяйственный участок — Юг;
- Код водного объекта — 03020100212103000010705.